# Nahemah
Nahemah er et spansk black/death metal-band fra Alicante og stiftet i 1997.

## Medlemmer

### Nuværende medlemmer
- Pablo Egido – vokal
- Paco Porcel – bas
- Miguel Palazón – guitar
- Roberto Marco – guitar
- Enrique Pérez "Fabique" – trommer

### Tidligere medlemmer
- Henry Saiz – bas
- Luis Martínez – trommer
- José Carlos Marhuenda – guitar
- Daniel Gil – guitar
- Javier Fernández – keyboard/synth
- Helios García – trommer
- José Diego – trommer
- Quino Jiménez – trommer

## Diskografi
- Edens in Communion (EP, 1999)
- Chrysalis (2001, Iberian Moon Records; 2003, Concreto Records)
- The Second Philosophy (2007, Lifeforce Records)
- A New Constellation (2009, Lifeforce Records)